# Kabinett Barnier

Logo der Regierung Frankreichs mit dem Wahlspruch Liberté, Égalité, Fraternité

Das Kabinett Barnier war vom 5. September 2024 bis zum 13. Dezember 2024 die Regierung der Französischen Republik unter Premierminister Michel Barnier. Die Zusammensetzung des Kabinetts wurde erst am 21. September vorgestellt. Es war die 45. Regierung der Fünften Französischen Republik und die sechste von Staatspräsident Emmanuel Macron ernannte Regierung. Vorgänger war das Kabinett Attal. Emmanuel Macron ernannte Michel Barnier zum neuen Premierminister, nachdem Gabriel Attal am 16. Juli 2024 nach der vorgezogenen Neuwahl der Nationalversammlung 2024 seinen Rücktritt erklärt hatte und Macron diesen angenommen hatte.
Am 4. Dezember 2024 sprach die Nationalversammlung der Regierung im Zuge der Beschlussfassung über das Budget 2025 der Sozialversicherung das Misstrauen aus. Seit der damit erzwungenen Rücktrittserklärung am 5. Dezember 2024 ist das Kabinett nur noch geschäftsführend im Amt. Am 13. Dezember wurde François Bayrou zum neuen Premierminister ernannt.

## Regierungsbildung
Michel Barnier wurde am 5. September 2024 vom französischen Staatspräsidenten Emmanuel Macron zum neuen Premierminister ernannt. Macron beauftragte Barnier mit der Bildung einer Regierung.
Seine Ernennung zum Premierminister wurde vom linken Wahlbündnis Nouveau Front populaire (NFP), das als stärkste politische Kraft aus den vorgezogenen Parlamentswahlen hervorgegangen war, abgelehnt. Das Linksbündnis hatte zuvor Lucie Castets für das Amt vorgeschlagen, ohne zuvor ihr Regierungsprogramm mit möglichen Koalitionspartnern abzustimmen. Die parteilose, dem linken Flügel der NFP zugerechnete Castets konnte somit keine Parlamentsmehrheit hinter sich bringen, jedoch war dies bei Barnier ebenso wenig der Fall, zumindest ohne eine Duldung durch die Fraktion der rechtsextremen Partei Rassemblement national.
Auch der als möglicher Premierminister gehandelte Bernard Cazeneuve, der als politisch links galt und das Amt bereits 2016–2017, damals als Mitglied der Sozialistischen Partei, innegehabt hatte, fand in den Reihen seiner früheren Partei keine Unterstützung und konnte auf keine Mehrheit rechnen.
Barnier und Macron hatten Mühe, sich auf eine Regierungsmannschaft zu einigen. Die Regierungsbildung wurde erschwert durch die ablehnenden Reaktionen zahlreicher Personen, die Barnier für Ministerposten zu gewinnen suchte. Dazu zählten sämtliche von ihm dahingehend kontaktierte Personen aus der NFP sowie einige einflussreiche Mitglieder des scheidenden Kabinetts Attal sowie Politiker von rechts der Mitte, die, so vermuteten Beobachter, fürchteten, ein Ministerposten in dem als schwach und kurzlebig vorhergesagten Kabinett Barniers werde ihren Karriereplänen schaden. Insbesondere lehnten Gérald Darmanin, Laurent Wauquiez sowie die ehemaligen Ministerpräsidenten Edouard Philippe und Gabriel Attal ab. Als am 20. September Namen bekannt wurden, auf die Macron und Barnier sich geeinigt hatten, befanden sich darunter zahlreiche Politiker der Partei Les Républicains, darunter auch einige Rechtskonservative wie Bruno Retailleau als neuer Innenminister.
Am Abend des 21. September 2024 wurde schließlich das Kabinett vorgestellt. Es bestand zunächst aus 39 Ministern, beigeordneten Ministern und Staatssekretären, darunter 20 Frauen und 19 Männer. Am 27. September wurden mit Charlotte Parmentier-Lecoq und Jean-Louis Thiériot zwei weitere beigeordnete Minister ernannt.

## Mehrheitsverhältnisse und Misstrauensvotum
Die Regierung Barnier verfügte von Beginn an über keine eigene Mehrheit in der Nationalversammlung; sie stützte sich auf den sogenannten socle commun aus den dem Präsidenten nahestehenden Fraktionen (Ensemble pour la République, Les Démocrates, Horizons et Indépendants) und der aus der Spaltung der Republikaner im Wahlkampf hervorgegangene Fraktion Droite républicaine, der mit 211 Sitzen weit von der absoluten Mehrheit (289 bzw. nach zwei Vakanzen zuletzt 288 Sitze) entfernt war. Auch innerhalb des socle commun gab es frühzeitig Spannungen über die Ausrichtung der Regierung. Ein erstes Misstrauensvotum initiiert von der Nouveau Front Populaire überstand die Regierung am 8. Oktober 2024 durch die Enthaltung des Rassemblement national.
Barnier versuchte einen strikten Sparkurs, weil Frankreichs Staatsverschuldung hoch ist und die aktuelle Neuverschuldung ebenfalls. Die Lücke im Haushalt in Höhe von 60 Milliarden Euro sollte durch Steuererhöhungen und Ausgabenkürzungen verringert werden. Diese Politik stieß auf Widerstand sowohl der Nouveau Front Populaire als auch des RN. Nachdem Einigungsgespräche mit dem RN erfolglos verliefen, initiierte Barnier die Annahme des Budgets der Sozialversicherung über den Artikel 49(3) der französischen Verfassung, dem zufolge eine Gesetzesinitiative als angenommen gilt, wenn die Nationalversammlung nicht der Regierung das Misstrauen ausspricht. Wegen dieser Maßnahmen beantragten sowohl der NFP als auch der RN das von der Verfassung vorgesehene Misstrauensvotum. Am 4. Dezember 2024 nahm die Nationalversammlung das Misstrauensvotum der NFP mit 331 Stimmen an. Am Tag darauf erklärte Michel Barnier gegenüber dem Staatspräsidenten den Rücktritt seiner Regierung, den dieser zur Kenntnis nahm. Die Regierung bleibt geschäftsführend im Amt.

## Zusammensetzung

### Premierminister
| Bild           | Name           | Funktion                                                                               | Partei | Partei                |
| -------------- | -------------- | -------------------------------------------------------------------------------------- | ------ | --------------------- |
| Michel Barnier | Michel Barnier | Premierminister der Französischen Republik Premier ministre de la République française |        | Les Républicains (LR) |

### Minister
| Bild                     | Name                   | Funktion | Partei | Partei                                          |
| ------------------------ | ---------------------- | --- | ------ | ----------------------------------------------- |
| Antoine Armand           | Antoine Armand         | Minister für Wirtschaft, Finanzen und Industrie Ministre de l’Economie, des Finances et de l’Industrie                                                                                       |        | Renaissance (RE)                                |
| Bruno Retailleau         | Bruno Retailleau       | Minister des Innern Ministre de l’Intérieur |        | Les Républicains (LR)                           |
| Catherine Vautrin        | Catherine Vautrin      | Ministerin für Partnerschaft mit den Gebietskörperschaften und Dezentralisation Ministre du Partenariat avec les territoires et de la Décentralisation                                       |        | parteilos                                       |
| Didier Migaud            | Didier Migaud          | Siegelbewahrer, Minister für Justiz Garde des Sceaux, ministre de la Justice |        | parteilos                                       |
| Anne Genetet             | Anne Genetet           | Ministerin für nationale Bildung Ministre de l’Éducation nationale |        | Renaissance (RE)                                |
| Jean-Noël Barrot         | Jean-Noël Barrot       | Minister für Europa und Äußeres Ministre de l’Europe et des Affaires étrangères |        | Mouvement démocrate (MoDem)                     |
| Rachida Dati             | Rachida Dati           | Ministerin für Kultur und Kulturerbe Ministre de la Culture et du Patrimoine |        | parteilos                                       |
| Sébastien Lecornu        | Sébastien Lecornu      | Minister für Verteidigung Ministre des Armées |        | Renaissance (RE)                                |
| Agnès Pannier-Runacher   | Agnès Pannier-Runacher | Ministerin für die ökologische Wende, Energie, Klima und Risikoprävention Ministre de la Transition écologique, de l’Energie, du Climat et de la Prévention des risques                      |        | Renaissance (RE) – Territoires de Progrès (TDP) |
| Geneviève Darrieussecq   | Geneviève Darrieussecq | Ministerin für Gesundheit und Zugang zu medizinischer Versorgung Ministre de la Santé et de l’Accès aux soins                                                                                |        | Mouvement démocrate (MoDem)                     |
| Paul Christophe          | Paul Christophe        | Minister für Solidarität, Autonomie und Gleichstellung von Frauen und Männern Ministre des Solidarités, de l’Autonomie et de l’Egalité entre les femmes et les hommes                        |        | Horizons (HOR)                                  |
| Valérie Létard           | Valérie Létard         | Ministerin für Wohnraum und Stadterneuerung Ministre du Logement et de la Rénovation urbaine                                                                                                 |        | Union des démocrates et indépendants (UDI)      |
| Annie Genevard           | Annie Genevard         | Ministerin für Landwirtschaft, Ernährungssouveränität und Wälder Ministre de l’Agriculture, de la Souveraineté alimentaire et de la Forêt                                                    |        | Les Républicains (LR)                           |
| Astrid Panosyan-Bouvet   | Astrid Panosyan-Bouvet | Ministerin für Arbeit Ministre du Travail et de l'Emploi |        | Renaissance (RE)                                |
|                          | Gil Avérous            | Minister für Sport, Jugend und Bürgerschaftliches Engagement Ministre des Sports, de la Jeunesse et de la Vie associative                                                                    |        | parteilos                                       |
| Patrick Hetzel           | Patrick Hetzel         | Minister für Hochschulbildung und Forschung Ministre de l'Enseignement supérieur et de la recherche                                                                                          |        | Les Républicains (LR)                           |
| Guillaume Kasbarian      | Guillaume Kasbarian    | Minister für den öffentlichen Dienst, Vereinfachung und Wandel des öffentlichen Handelns Ministre de la Fonction publique, de la Simplification et de la Transformation de l’action publique |        | Renaissance (RE)                                |
| alternative Beschreibung | François-Noël Buffet   | Minister beim Premierminister für Überseeangelegenheiten Ministre auprès du Premier ministre, chargé des Outre-mer                                                                           |        | Les Républicains (LR)                           |
| Laurent Saint-Martin     | Laurent Saint-Martin   | Minister beim Premierminister für den Staatshaushalt Ministre auprès du Premier ministre, chargé du Budget et des Comptes publics                                                            |        | Renaissance (RE)                                |

### Beigeordnete Minister
| Bild                     | Name                                                  | Funktion | übergeordnetes Ministerium                                                      | Partei | Partei                                     |
| ------------------------ | ----------------------------------------------------- | --- | ------------------------------------------------------------------------------- | ------ | ------------------------------------------ |
| Benjamin Haddad          | Benjamin Haddad                                       | Beigeordneter Minister für Europa Ministre déléguée chargé de l’Europe | Premierminister, Außenminister                                                  |        | Renaissance (RE)                           |
| Nathalie Delattre        | Nathalie Delattre                                     | Beigeordnete Ministerin für die Beziehungen zum Parlament Ministre déléguée chargée des Relations avec le Parlement                                                                                     | Premierminister                                                                 |        | Parti radical                              |
| Maud Bregeon             | Maud Bregeon                                          | Regierungssprecherin Porte-parole du Gouvernement | Premierminister                                                                 |        | Renaissance (RE)                           |
| Marie-Claire Carrère-Gée | Marie-Claire Carrère-Gée                              | Beigeordnete Ministerin für die Regierungskoordinierung Ministre déléguée chargée de la Coordination gouvernementale                                                                                    | Premierminister                                                                 |        | Renaissance (RE)                           |
| Françoise Gatel          | Françoise Gatel                                       | Beigeordnete Ministerin für ländliche Gebiete, Handel und Handwerk Ministre déléguée chargée de la Ruralité, du Commerce et de l’Artisanat                                                              | Ministerin für Partnerschaft mit den Gebietskörperschaften und Dezentralisation |        | Union des démocrates et indépendants (UDI) |
| François Durovray        | François Durovray                                     | Beigeordneter Minister für Verkehr Ministre délégué chargé des Transports | Ministerin für Partnerschaft mit den Gebietskörperschaften und Dezentralisation |        | Les Républicains (LR)                      |
| Fabrice Loher            | Fabrice Loher                                         | Beigeordneter Minister für Meer und Fischerei Ministre délégué chargé de la Mer et de la Pêche | Ministerin für Partnerschaft mit den Gebietskörperschaften und Dezentralisation |        | Union des démocrates et indépendants (UDI) |
| Nicolas Daragon          | Nicolas Daragon                                       | Beigeordneter Minister für Sicherheit im Alltag Ministre délégué chargé de la Sécurité du quotidien | Innenminister                                                                   |        | Les Républicains (LR)                      |
| Alexandre Portier        | Alexandre Portier                                     | Beigeordneter Minister für schulischen Erfolg und Berufsausbildung Ministre délégué chargé de la Réussite scolaire et de l’Enseignement professionnel                                                   | Bildungsministerin                                                              |        | Les Républicains (LR)                      |
| Sophie Primas            | Sophie Primas                                         | Beigeordnete Ministerin für Außenhandel und für die Auslandsfranzosen Ministre déléguée chargée du Commerce extérieur et des Français de l’étranger                                                     | Außenminister                                                                   |        | parteilos                                  |
| Marc Ferracci            | Marc Ferracci                                         | Beigeordneter Minister für Industrie Ministre délégué chargé de l’Industrie | Minister für Wirtschaft, Finanzen und Industrie                                 |        | Renaissance (RE)                           |
|                          | Marie-Agnès Poussier-Winsback                         | Beigeordnete Ministerin für soziale und solidarische Wirtschaft, Gewinnbeteiligung und Teilhabe Ministre déléguée chargée de l’Économie sociale et solidaire, de l’Intéressement et de la Participation | Minister für Wirtschaft, Finanzen und Industrie                                 |        | Horizons (HOR)                             |
| Marina Ferrari           | Marina Ferrari                                        | Beigeordnete Ministerin für Tourismuswirtschaft Ministre déléguée chargée de l’Économie du tourisme | Minister für Wirtschaft, Finanzen und Industrie                                 |        | Mouvement démocrate (MoDem)                |
| Olga Givernet            | Olga Givernet                                         | Beigeordnete Ministerin für Energie Ministre déléguée chargée de l’Énergie | Ministerin für die ökologische Wende, Energie, Klima und Risikoprävention       |        | Renaissance (RE)                           |
| Agnès Canayer            | Agnès Canayer                                         | Beigeordnete Ministerin für Familie und frühe Kindheit Ministre déléguée chargée de la Famille et de la Petite enfance                                                                                  | Gleichstellungsminister                                                         |        | parteilos                                  |
|                          | Charlotte Parmentier-Lecocq (seit 27. September 2024) | Beigeordnete Ministerin für Menschen mit Behinderung Ministre déléguée chargée des Personnes en situation de handicap                                                                                   | Gleichstellungsminister                                                         |        | Horizons (HOR)                             |
|                          | Jean-Louis Thiériot (seit 27. September 2024)         | Beigeordneter Minister für Veteranen Ministre délégué chargée des Anciens combattants | Verteidigungsminister                                                           |        | Les Républicains (LR)                      |

### Staatssekretäre
| Bild                  | Name                  | Funktion | übergeordnetes Ministerium                                                    | Partei | Partei                |
| --------------------- | --------------------- | --- | ----------------------------------------------------------------------------- | ------ | --------------------- |
| Othman Nasrou         | Othman Nasrou         | Staatssekretär für Staatsbürgerschaft und Bekämpfung von Diskriminierung Secrétaire d’État chargé de la Citoyenneté et de la Lutte contre les discriminations | Premierminister                                                               |        | Les Républicains (LR) |
| Thani Mohamed Soilihi | Thani Mohamed Soilihi | Staatssekretär für die Francophonie und internationale Partnerschaften Secrétaire d’État chargé de la Francophonie et des Partenariats internationaux         | Außenminister                                                                 |        | Renaissance (RE)      |
| Laurence Garnier      | Laurence Garnier      | Staatssekretärin für Verbraucherangelegenheiten Secrétaire d’État chargée de la Consommation                                                                  | Minister für Wirtschaft, Finanzen und Industrie                               |        | Les Républicains (LR) |
|                       | Salima Saa            | Staatssekretärin für die Gleichstellung von Frauen und Männern Secrétaire d’État chargée de l’Égalité entre les femmes et les hommes                          | Minister für Solidarität, Autonomie und Gleichstellung von Frauen und Männern |        | Les Républicains (LR) |
| Clara Chappaz         | Clara Chappaz         | Staatssekretärin für künstliche Intelligenz und Digitales Secrétaire d’État chargée de l’Intelligence artificielle et du Numérique                            | Minister für Hochschulbildung und Forschung                                   |        | parteilos             |